# Plan de Guadalupe, Atlamajalcingo del Monte
Plan de Guadalupe är en ort i Mexiko.   Den ligger i kommunen Atlamajalcingo del Monte och delstaten Guerrero, i den sydöstra delen av landet, 240 km söder om huvudstaden Mexico City. Plan de Guadalupe ligger 2 091 meter över havet och antalet invånare är 203.
Terrängen runt Plan de Guadalupe är kuperad åt nordväst, men åt sydost är den bergig. Runt Plan de Guadalupe är det ganska tätbefolkat, med 65 invånare per kvadratkilometer. Närmaste större samhälle är Malinaltepec, 11,0 km väster om Plan de Guadalupe. I omgivningarna runt Plan de Guadalupe växer huvudsakligen savannskog.